# Молдова (санитарный транспорт)
Молдавия — советский грузопассажирский теплоход, построен в Германии в 1928 году. В начале Великой Отечественной войны вооружён и мобилизован для воинских перевозок. В сентябре 1941 года был потоплен немецкой авиацией.

## Постройка
Головное в серии из двух судов типа «Молдавия» (однотипный Котовский). В начале 1927 года Правление Совторгфлота заключило с Германской судостроительной фирмой «Janssen & Schmilinsky» в Гамбурге договор на постройку для Черноморской Главной конторы Совторгфлота двух товаропассажирских теплоходов «Молдавия» и «Котовский» для эксплуатации в СССР на Чёрном море для работы на линиях короткой протяжённости или для работы на протяжённых линиях с возможностью подхода к пристаням небольших населённых пунктов. Заложен в конце августа 1927 года на верфи «Schiffswerft und Maschinenfabrik AG» в Гамбурге, Веймарская республика. 28 января 1928 года состоялся спуск на воду теплохода «Молдавия» (строительный № 677), а в середине марта был спущен и второй теплоход «Котовский» (строительный № 678).

## Характеристики
Суда водоизмещением 1652 т (1189,51 брт), дедвейтом 580 т, длиной 61,70 м, шириной 10,15 м, высотой борта 6,24 м и осадкой 3,95 м принимали на борт 16 пассажиров в каютах 1-го класса, 48 в каютах 2-го класса, 234 в помещениях 3-го класса, 220 палубных пассажиров, а также 84 пассажира дополнительно. Экипаж 36 человек. Энергетическая установка — дизель четырёхтактный, 8-цилиндровый, бескомпрессорный системы Дейтц мощностью 1060 л. с. обеспечивал теплоходам скорость в 12,5 узлов. Топливо — соляр.
- водоизмещение — 1652 т,[1]
- длина — 61,7 м,
- ширина — 10,1 м,
- осадка — 4,2 м.
- скорость — 12,5 узлов.
- силовая установка — 1060 л. с., дизельный мотор «Deutz»
- Пассажировместимость — 240 чел.
- экипаж 36 человек.

## Эксплуатация
23 мая 1928 года после окончания ходовых испытаний и проверки механизмов на теплоходе «Молдавия» был поднят советский флаг, а 25 мая, взяв груз для Чёрного моря, судно вышло в Одессу. Через некоторое время прибыл и «Котовский». Суда, приписанные к порту Одесса, были поставлены на грузопассажирскую линию Одесса — Николаев — Херсон — Одесса.
Эксплуатация теплохода «Молдавия» сопровождалась авариями и поломками. Зимой 1929 года во время сильного шторма «Молдавия» в Новороссийске была повреждена навалом парохода «Пенай». В 1939 году «Молдавия» в ясную тихую ночь столкнулась со встречным судном и, ударив его в борт, разрезала почти пополам.
С 23 апреля 1941 года по 10 октября 1941 года на нём плавала старшим помощником капитана легендарная женщина Одессы — капитан дальнего плавания, Берта Яковлевна Рапопорт.
12 августа 1941 года теплоход вошёл в состав Черноморского флота в качестве санитарного транспорта. Молдавия участвовала в эвакуации в тыловые порты раненых, больных и мирного населения из Херсона, Николаева и осаждённой Одессы. 14 сентября 1941 года в районе косы Тендра был атакован германской авиацией — 77-й эскадрой пикирующих бомбардировщиков (Sturzkampfgeschwader 77). В результате авиационного налета санитарный транспорт «Молдавия» получил тяжелые повреждения, выбросился на берег и сгорел. Груз и пассажиры были сняты.
В середине сентября 1941 года командованием было принято решение об оставлении Тендровской косы. Нужно было вывезти оттуда раненых. 14 сентября санитарный транспорт «Молдавия» по пути из Одессы в Севастополь подошел к Тендре. Из-за мели транспорт стал на якорь на расстоянии от берега. День был пасмурный, ветреный и море слегка штормило. Раненых стали перевозить на шлюпках. В это время из-за облаков вылетело несколько немецких пикирующих бомбардировщиков. «Молдавия» отбивалась от них единственной зенитной пушкой и одним пулеметом. Десятки бомб взорвались в море около судна. С последнего самолёта бомба угодила прямо в теплоход. Вспыхнул пожар, в пробоину хлынула вода. Накренившись, судно село на мель. Тушить пожар было нечем, вся оставшаяся на поверхности надводная часть судна выгорела. Погибло 60 человек, остальных на шлюпках доставили на Тендру, а затем вывезли в Севастополь.
22 сентября 1941 года у Тендровской косы экипаж спасательного судна «Юпитер» под командованием В. А. Романова целый день боролся за живучесть пострадавшего теплохода «Молдавия». Гитлеровцы сбросили на спасатель около 200 бомб. Аварийно-спасательная группа судна под руководством старейшего эпроновца Михаила Федоровича Чекова и команда действовали самоотверженно. Теплоход, выброшенный на отмель, спасти в тех условиях стало невозможно. «Юпитер», взяв на буксир водолазный бот и плав-мастерскую, возвратился в Севастополь.
Дата и место гибели — 14.09.41, у Тендровской косы, 46°20' с. ш., 31°32' в. д.
27 сентября 1941 года был исключен из списков судов Черноморского флота. 16 марта 1946 года транспорт был поднят Аварийно-спасательной службой Черноморского флота. Корпус в 1947 году разделан на металл.